# Chorista luteola
Chorista luteola is een schorpioenvlieg uit de familie van de Choristidae. De wetenschappelijke naam van de soort is voor het eerst geldig gepubliceerd door Westwood in 1846.
De soort komt voor in Australië.